# Trafford
Trafford è un borgo metropolitano della Grande Manchester in Inghilterra, nel Regno Unito, con sede a Stretford.
Il distretto fu creato con il Local Government Act 1972, il 1º aprile 1974 dalla fusione dei precedenti municipi di Stretford, Altrincham e Sale con i distretti urbani di Bowdon, Urmston e Hale e parte del distretto rurale di Bucklow.

## Località e parrocchie
Le località del distretto includono:
North Trafford: Cornbrook, Davyhulme, Firswood, Flixton, Gorse Hill, Lostock, Old Trafford, Stretford, Trafford Park e Urmston.
South Trafford: Altrincham, Ashton-Upon-Mersey, Bowdon, Broadheath, Brooklands, Carrington, Dunham Massey, Hale, Hale Barns, Oldfield Brow, Partington, Sale, Sale Moor, Timperley, Warburton e West Timperley.
Le uniche parrocchie civili del distretto sono:
- Carrington
- Dunham Massey
- Partington
- Warburton